# Pyrausta amboinalis
Pyrausta amboinalis is een vlinder van de familie van de grasmotten (Crambidae). De wetenschappelijke naam van deze soort is voor het eerst voorgesteld als Botys amboinalis door Arnold Pagenstecher in een publicatie uit 1884.
De soort komt voor in Indonesië (Ambon).